# Strada nazionale 15 della Pusteria
La strada nazionale 15 della Pusteria era una strada nazionale del Regno d'Italia, che congiungeva Bressanone all'Austria, percorrendo l'omonima valle.
Venne istituita nel 1923 con il percorso "Bressanone - Toblacco - S. Candido confine austriaco".
Nel 1928, in seguito all'istituzione dell'Azienda Autonoma Statale della Strada (AASS) e alla contemporanea ridefinizione della rete stradale nazionale, il suo tracciato costituì per intero la nuova strada statale 49 della Pusteria.